# CirKus
Pour les articles homonymes, voir Cirkus.
CirKus est un groupe de trip hop composé de Burt Ford, Karmil, Lolita Moon et Neneh Cherry.

## Historique
Le DJ et producteur Matt Kent, mieux connu sous le pseudonyme Karmil a été recruté en 2005 par Cameron McVey (Massive Attack, Portishead, Tricky, Neneh Cherry...) en tant qu'assistant ingénieur du son. Ils commencèrent à travailler sur leur propre matériel au studio personnel de Karmil à Londres. McVey était au chant et se choisit un nouveau pseudonyme : Burt Ford. Ils demandèrent à la fille de Neneh Cherry et McVey, et petite amie de Karmil, Lolita Moon, de chanter sur certaines chansons. Peu après, la femme de McVey, Neneh Cherry, rejoignit l'équipe et ajouta sa voix à plusieurs chansons. McVey et Karmil convainquirent Cherry de venir en Suède pour s'installer dans la maison de campagne de McVey et Cherry à proximité de Malmö.
Leur première demo est sortie fin 2005 suivie un an plus tard de l'album final, intitulé Laylow.

## Membres
- Burt Ford, alias Cameron McVey : synthétiseur, arrangements, chant
- Karmil : DJ, guitare, synthétiseur, arrangements
- Lolita Moon : synthétiseur, chant
- Neneh Cherry : chant

Musiciens additionnels sur scène :
- Thomas Nordström, du groupe suédois King Kong Crew : batterie
- Anschul, du groupe suédois King Kong Crew : Basse, Melodica, claviers

## Discographie
- 9 mars 2009 : Medicine (Wagram)
- Mai 2006 : Starved (premier single)
- Septembre 2006 : Sortie de l'album Laylow

- 24 novembre 2006 : Is What It Is (feat. Martin Jondo) (single)
- 8 décembre 2006 : Is What It Is (single)
- Novembre 2007 : Laylower, album remix comprenant des samples utilisés sur scène.
- 2009 : Medicine, second album studio du groupe.

## Instruments utilisés sur scène
- Cameron joue sur un Novation X-Station et un Kaoss Pad 2
- Lolita joue sur un Roland V-Synth (avec son contrôleur D-Beam, qui lui permet de contrôler le son avec sa main), ainsi que sur une Akai MPC.
- Matt joue sur une guitare acoustique Blueridge de forme Dreadnought, couleur sunburst

## Anecdotes
- Karmil a vécu exclusivement dans sa chambre pendant longtemps parce qu'il souffrait du Syndrome de fatigue chronique.
- CirKus est une affaire de famille puisque McVey et Cherry sont mariés[2], que Lolita Moon (de son vrai nom Tyson Cherry McVey) est leur fille, et que Karmil est le petit ami de Lolita[3].
- Pendant la conception de l'album, tous les membres du groupe ont vécu ensemble dans la maison de McVey et Cherry à Malmö en Suède.
- Karmil a déclaré qu'il voulait s'enfuir de Londres pour soigner sa dépendance à la marijuana qu'il utilisait en auto-médication.